# 1900 у науці
У 1900 році відбулися різні наукові та технологічні події, деякі з яких перелічено нижче.

## Досягнення людства

### Відкриття
- Було відкрито перші поклади урану в Росії: професор В. А. Антипов і Б. Р. Карпов провели дослідження руди Туя-Муюнського родовища[ru] і виявили у них уран. В. А. Антипов виступив з цим відкриттям на засіданні Петербурзького мінералогічного товариства[ru][1].
- Максом Планком було виведено формулу розподілу енергії випромінення абсолютно чорного тіла.

### Винаходи
- Цеппелін (жорсткий дирижабль[ru]): Фердинанд фон Цеппелін.

## Нагороди
- Ломоносовська премія[ru][2]:53—108 — П. Г. Меліков і Л. В. Писаржевський за «Дослідження над перекисами»[3].

## Народилися
- 19 березня — Фредерік Жоліо-Кюрі, французький фізик і громадський діяч, лауреат Нобелівської премії з хімії (пом. 1958).
- 22 вересня — Сергій Іванович Ожегов, автор тлумачного словника російської мови, який витримав 27 видань протягом 48 років (пом. 1964).
- 19 листопада —  Михайло Олексійович Лаврентьєв , радянський математик і механік, засновник Сибірського відділення АН СРСР, академік і віце-президент[ru] АН СРСР (пом. 1980).
- 6 грудня —  Джордж Юджин Уленбек, американський фізик-теоретик, один із співавторів відкриття спіну електрона (пом. 1988).

## Померли
- 31 березня — Йозеф Ґрубер[ru], австрійський отолог, професор Віденського університету; доктор медицини (нар. у 1827 році)[4].